# 土屋裕雅
土屋 裕雅（つちや ひろまさ、1966年9月 - ）は、日本の実業家で、カインズ及びベイシア会長。群馬県生まれ。父はベイシアグループ創業者の土屋嘉雄、ワークマン専務の土屋哲雄は親戚。

## 略歴
群馬県立前橋高等学校を経て、1990年早稲田大学商学部卒業。新卒で野村證券に入社して六年後に家業の『いせや』に入社。1998年に傘下のカインズに入社し取締役就任、2000年に同社常務取締役就任。2002年に同社取締役社長就任。2016年より取締役、2019年、社長を高家正行に譲って、代表取締役会長に就任。
2022年4月25日に父・嘉雄がベイシア名誉会長に退き、裕雅が同社代表取締役会長に就任
父・嘉雄は、埼玉県深谷市出身で、渋沢栄一と同郷。後にワークマンの専務になる土屋哲雄も同郷。嘉雄が群馬県伊勢崎市にベイシアグループの前身となる『いせや』を創業し、カインズ、ベイシア各社長（のち会長)、ワークマン会長兼社長を務めた。

## テレビ出演
- 日経スペシャル カンブリア宮殿 主婦絶賛の便利グッズから激安"ビール"まで 日本一！ホームセンターの独自戦略（2014年10月16日、テレビ東京）[11]